# Elissa Landi
Elissa Landi (ur. 6 grudnia 1904, zm. 21 października 1948) – aktorka włoskiego pochodzenia.

## Wyróżnienia
Posiada gwiazdę na Hollywoodzkiej Alei Gwiazd.

## Filmografia
- 1931: Ciało i dusza jako Carla
- 1932: Pod znakiem Krzyża jako Mercia
- 1934: Hrabia Monte Christo jako Mercedes de Rosas